# Hydaphias carpaticae
Hydaphias carpaticae är en insektsart. Hydaphias carpaticae ingår i släktet Hydaphias och familjen långrörsbladlöss. Inga underarter finns listade i Catalogue of Life.